# Winterhaft
Der Winterhaft (Boreus hyemalis, Syn.: Boreus hiemalis), auch Gletschergast oder Schneefloh genannt, ist ein 3 bis 4,5 Millimeter langes Insekt aus der Familie der Winterhafte (Boreidae) in der Ordnung der Schnabelfliegen (Mecoptera).
Er besitzt graubraune, metallisch glänzende, stummelförmige Flügel-Rudimente. Winterhafte kriechen oder springen über den Schnee bei Temperaturen um den Gefrierpunkt und ähneln damit in der Lebensweise den zu den Springschwänzen gehörenden Schnee- und Gletscherflöhen.
Die Männchen haben 4 kurze, am Ende nach unten gebogene Flügelrudimente; bei den Weibchen sind nur noch zwei schuppenartige Flügelreste vorhanden. Im Übrigen erkennt man die Weibchen an einem säbelartig gebogenen Rohr, das zur Eiablage dient. Im voll ausgebildeten Zustand findet man diese Tiere nur in der kälteren Jahreszeit zwischen Oktober und März. In derselben Zeit erfolgt auch die Paarung. Die Larven leben auf Moosflächen und ziehen sich im September zur Verpuppung in Erdlöcher zurück.